# Российские мюзиклы
Русские мюзиклы — постановки в жанре бродвейского мюзикла, рок-оперы и т. п., идущие на российских сценах. Осуществляются как оригинальные постановки на русском материале, так и постановки иностранных мюзиклов (как с изменениями, так и «по лицензии» — с точным соблюдением режиссуры, хореографии и сценографии материала).

## Предыстория

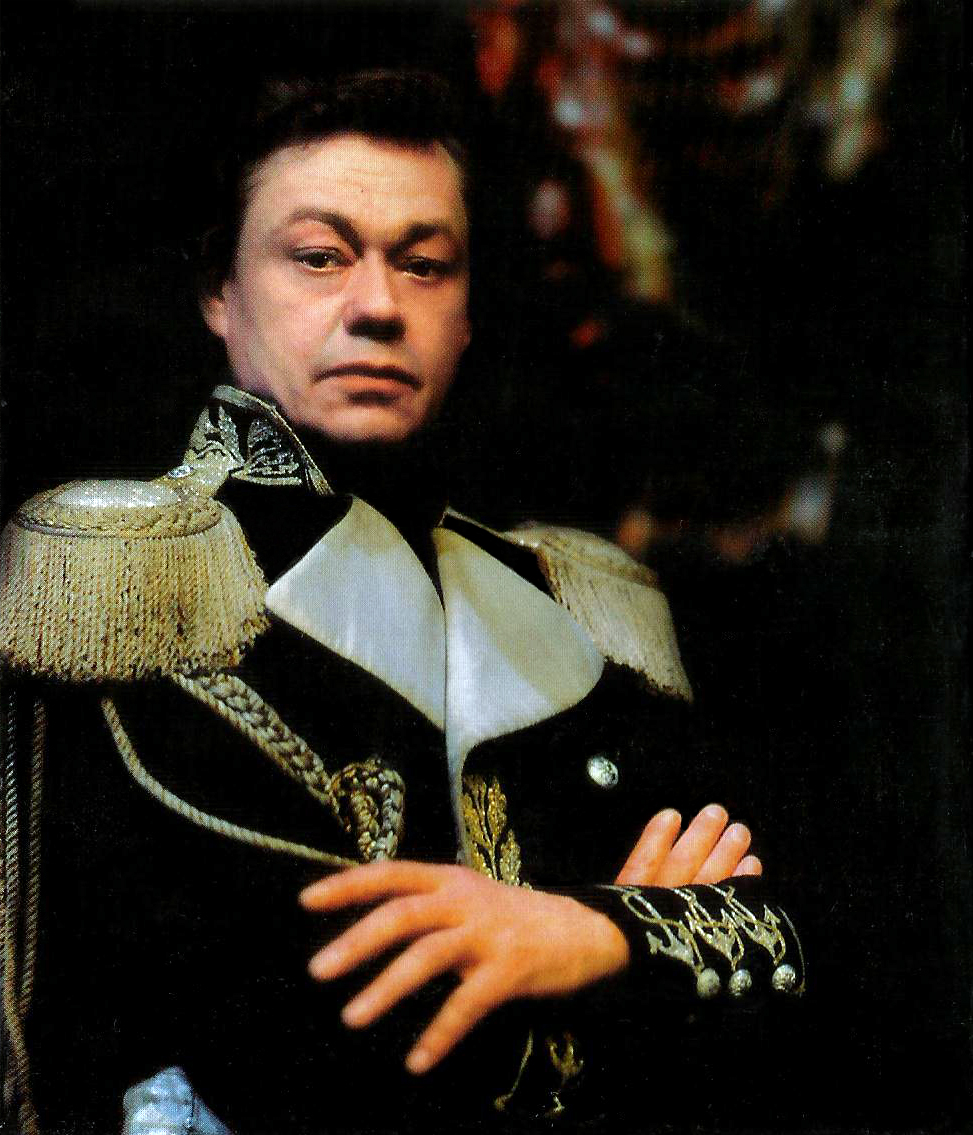
Николай Караченцов в опере «Юнона и Авось»

Летом 1975 года в оперной студии при Ленинградской консерватории состоялась премьера зонг-оперы ВИА «Поющие гитары» «Орфей и Эвридика» композитора Александра Журбина. В то время слово «рок» было запрещено. Завуалировать роковый стиль пришлось обратившись к стилю и драматургии Бертольта Брехта, где в ткань повествования вписываются песни-зонги, которые, подводя итог происшедшего, являются поучением, наставлением.
Позже на основе этого коллектива в Ленинграде был создан театр Рок-опера и в 1979 году им была поставлена авангард-опера «Фламандская легенда» (о Тиле Уленшпигеле), но сложность музыкального восприятия предопределила «некассовый» характер спектакля, поэтому в 1981 году он сошёл со сцены.
В 1982 году выпустили оперу «Гонки», которая просуществовала всего 3 месяца, поскольку в Советском Союзе, как утверждала культурно-комсомольская пресса, отсутствовало то, что стало темой этого произведения — проституция, наркомания, валютные махинации и прочие мафиозные дела.
В 1981 году на сцене Ленкома прошла премьера «современной оперы» «Юнона и Авось» Алексея Рыбникова. Через несколько дней, по воспоминаниям Рыбникова, на Западе были опубликованы скандальные статьи о спектакле, оценивающие его как антисоветский, что осложнило жизнь его авторам:

Западная пресса среагировала так, будто мы делали премьеру на Бродвее, а не в советской Москве. После этого меня очень надолго подвинули в тень. Спектакль играли, но не выпускали за рубеж, очень долго не выходила пластинка (на спектакль ведь ходит 800 человек 2-3 раза в месяц, а пластинка — это массовая известность). Меня даже не признавали автором, не подписывали со мной договор, и я судился с Министерством культуры СССР, на суд приходили иностранные корреспонденты… Выиграв суд, я попал в категорию людей, с которыми лучше вообще не связываться.

В 1985 году на сцене ДК им. Капранова в Ленинграде состоялась премьера «Юноны и Авось» в исполнении ВИА «Поющие гитары» (театр Рок-опера) в видоизмененном варианте.

Один из создателей российских мюзиклов по бродвейским рецептам так характеризует эти произведения: «„Метро“ было первым мюзиклом, сделанным по всем мировым законам жанра. Все что делалось в России до этого, включая легендарную „Юнону и Авось“, было музыкальными спектаклями. Дело в том, что главное средство воздействия музыкального спектакля на зрителя — актерская игра и драматическое действие, которое усиливается музыкальной составляющей. Никто не требует от Николая Караченцова, чтобы он хорошо пел. Достаточно того, что он, как большинство актеров драматического театра, поет душой. Мюзикл же строится на музыкальной драматургии, усиленной драматическим действием, и пользуется совсем другими выразительными средствами. Часто он вообще лишен прозаического текста — так было в „Notre Dame“. Главным инструментом воздействия артистов на зрителя является вокал. Для мюзикла необходимы в первую очередь блестящие вокалисты и прекрасная музыка. Мурашки должны появляться не от слов, а от нюансов голоса. Кроме того, драматический спектакль должен быть зрелищным. На сцене могут быть четыре стула, талантливый артист, и этого достаточно. А мюзикл — жанр развлекательный, обязанный быть высокотехнологичным шоу. Впрочем, любой театр независимо от жанра бывает только двух видов — хороший и плохой».

Композитор Геннадий Гладков рассказывает: «Мы же, родоначальники русского мюзикла — Рыбников, Дашкевич и я — начинали на пустом месте. И нас все время гоняли. Само слово „мюзикл“ раздражало. Мы стыдливо его избегали. Жанр „Бременских музыкантов“ на премьере был обозначен как „музыкальная сказка“. Но как бы то ни было, с американским мюзиклом, где все зажигательно танцуют и поют, мы состязаться не можем. Мы всегда тяготели к исследованию человеческих отношений».
В 1985 году на сцене Ленинградского государственного театра имени Ленинского комсомола состоялась премьера рок-мюзикла «Овод», поставленного Геннадием Егоровым. Спектакль был создан по мотивам одноимённого романа Этель Лилиан Войнич на либретто Алексея Яковлева и музыку композитора Александра Колкера.
Важной вехой стала постановка на русском языке в 1990 году на сцене Театра имени Моссовета легендарной рок-оперы Эндрю Ллойда Уэббера «Иисус Христос — суперзвезда», знакомой ранее советскому слушателю по англоязычным записям.

Поскольку от передовых технологий мы были долго отлучены, в родных широтах на месте мюзикла жила шкодливая приживалка. В музыкальном театре её называли опереттой, в драматическом — музыкальной комедией. Билеты на весёлый кавардак никогда не были проблемой, однако оперетта, как мул, вывозила на себе кассу едва ли не всех провинциальных театров музкомедии. Пик бродвейской славы мюзикла отозвался у нас в кино: идейно правильными и бесконечно народными «Весёлыми ребятами» и «Волга-Волгой», и не менее идейно правильным, но все же «прозападным» «Цирком». Все остальное время оперетта-музкомедия тихо топталась на месте, чахла и хирела. Сегодня даже удивляет, что новая российская реальность так долго раскачивалась и повально «заболела» мюзикломанией только сейчас. Сначала Москва шепотом произнесла «Иисус Христос — Суперзвезда», увидела его в Театре им. Моссовета и откомментировала действо какой-то невнятицей про рок-оперу. Потом лениво посмотрела «Волосы» у Стаса Намина и грустно констатировала, что это, конечно, не Бродвей. А уж потом город запестрел пестрыми логотипами «Метро».— критик Лейла Гучмазова (2002 год)

### Постановки
| оригинальные 1973 год - Принц и нищий — музыка Александра Журбина - Свадьба Кречинского — музыка Александра Колкера, либретто Кима Рыжова (Ленинградский театр музыкальной комедии) 1974 год - Бумбараш — музыка Владимира Дашкевича - Три мушкетёра — музыка Максима Дунаевского, либретто Марка Розовского, стихи Юрия Ряшенцева (МТЮЗ) 1975 год - Орфей и Эвридика — музыка Александра Журбина, либретто Юрия Димитрина (Ансамбль «Поющие гитары») 1976 год - Звезда и смерть Хоакина Мурьеты — музыка Алексея Рыбникова, либретто Павла Грушко (Ленком) - Алые паруса — музыка Андрея Богословского (Фирма «Мелодия») 1979 год - Пенелопа — музыка Александра Журбина (Свердловский театр музыкальной комедии) 1980 год - Пеппи длинный чулок — музыка Владимира Дашкевича 1981 год - Юнона и Авось — музыка Алексея Рыбникова, либретто Андрея Вознесенского (Ленком) - О, милый друг! — музыка Виктора Лебедева, либретто Марка Розовского, стихи Юрия Ряшенцева (Свердловский театр музыкальной комедии) 1985 год - Стадион — музыка Александра Градского, либретто Маргариты Пушкиной и Бориса Баркаса (Фирма «Мелодия») - Овод — музыка Александра Колкера, либретто Алексея Яковлева (Ленинградский театр им. Ленинского комсомола) 1987 год - Закат (Молдаванка) — музыка Александра Журбина (Рига) 1988 год - Стакан воды — музыка Александра Журбина (Москва) - Джордано — музыка Лоры Квинт, либретто Владимира Кострова (ГЦКЗ «Россия») 1990 год - Роковые яйца — музыка Владимира Дашкевича | иностранные 1956 год - Порги и Бесс — гастроли театра «Эвримен опера» в Москве и Ленинграде 1960 год - Моя прекрасная леди — гастроли театра «Марк Хеллигер» в Москве, Ленинграде и Киеве 1963 год - Цветок Миссисипи (Плавучий театр) (Ленинградский театр музыкальной комедии) 1964 год - Моя прекрасная леди (Ленинградский театр музыкальной комедии) - Моя прекрасная леди (Московский театр оперетты) 1965 год - Целуй меня, Кэт! (Ленинградский театр музыкальной комедии) - Вестсайдская история (Московский театр оперетты) 1972 год - Человек из Ламанчи (Театр им. В. Маяковского) 1973 год - Как сделать карьеру (Ленинградский театр музыкальной комедии) 1979 год - Обещания, обещания Б. Бакарака (Московский театр оперетты) 1987 год - Скрипач на крыше Д. Бока (Московский театр оперетты) 1990 год - Иисус Христос — суперзвезда (Театр «Рок-опера») - Иисус Христос — суперзвезда (Театр имени Моссовета) |

## Первые шаги

### «Метро»
В 1999 году Московская оперетта перенесла на русскую сцену вариант польского мюзикла «Метро», который и стал первым воплощением бродвейского жанра мюзикл в России.

«…А уж потом город запестрел пестрыми логотипами „Метро“. Сразу стало понятно, что мюзикл под толстым-толстым слоем пиара у нас отныне не то, чтобы Большой театр, но где-то между ним и теннисом с карате. То есть приветствуется. К резвому тинейджерскому „Метро“ не хотелось придираться. Наконец-то продюсеры не стали изобретать паровой машины вместо всем известного велосипеда и собрали мюзикл по нормальной классической технологии. Шоу купили целиком, как и принято во всем мире: либретто, партитуру, режиссуру и авторский присмотр над тем, что получится. Мохнатые слова „кастинг“, „аудишн“ и „промоушн“ обрели вес, значение и признание, а агрессивная реклама и юные улыбающиеся физиономии артистов расположили публику. „Метро“ хорошо „промыл мозги“ зрителям, привыкшим к статичному хору-подпевке и смазанному балету-подтанцовке. Восклицательным знаком в финале стала присужденная национальная премия „Золотая Маска“».

Мюзиклы появлялись в России и раньше, но жили не дольше бабочек. «Метро» сделало революцию. (Краткая история мюзикла в России. Журнал «Афиша»)
Продюсер Катерина Гечмен-Вальдек начала активно работать над русскими проектами. По её словам, она с командой начинали делать «Метро» «сразу после кризиса, в сентябре 1998 года. Приехав в Москву, я занялась подготовкой многомиллионного проекта с полным отсутствием составляющих успеха, как всем тогда казалось (…) Мы понимали, что начинаем осваивать огромный новый рынок, гигантскую нишу, которая не может сразу стать прибыльной — это была инвестиция в будущее. То, что проект „Метро“ окупился, было для нас сюрпризом. При этом мы поняли парадокс российского рынка: если вы пытаетесь создавать чисто коммерческий продукт, то часто упускаете творческую составляющую, а именно она приносит успех, в том числе и коммерческий. Поняв это, легче работать. Поэтому мы вкладываем максимум сил, эмоций и денег в качество наших проектов. Само слово „мюзикл“ было в России совершенно дискредитировано и ассоциировалось скорее с мюзик-холлом. Поэтому мы сразу ушли от этого определения и придумали совершенно непонятное даже нам самим сочетание: „тотальный музыкальный проект“. Кроме того, мы твердо решили, что не станем приглашать в спектакль известных артистов. В этом был определенный риск, — в бродвейских мюзиклах все построено на одной-двух звездах. Для „Метро“ же впервые был объявлен открытый кастинг».

### «Норд-Ост»
В 2001 году состоялась премьера первого полностью русского мюзикла — «Норд-Ост», написанный российскими композиторами и либреттистами на основе романа Каверина «Два капитана». Он пользовался колоссальным успехом, и жанр мюзикла начал становиться крайне популярным.
23 - 26 октября 2002 года мюзикл стал местом действия ужасной трагедии - в доме культуры на ул.Мельникова, 7 в Москве был совершён захват заложников. В зале, заминированном террористами в течение 3 дней находилось более 800 человек, 130 - погибли, включая 9 детей и 9 сотрудников спецназа «Альфа».
«До появления „Норд-Оста“ считалось, что бродвейская модель в России работать не может, поскольку туристическая инфраструктура у нас практически не развита, а москвичи не будут покупать довольно дорогие билеты и каждый день заполнять зал на тысячу мест. Но известные по дуэту „Иваси“ барды Алексей Иващенко и Георгий Васильев решились доказать обратное. (…) Уже через несколько месяцев ежедневных показов „Норд-Ост“ опроверг прогнозы, что бродвейская система не приживётся в российских условиях. Поток зрителей и не думал иссякать. По словам продюсеров, такого результата удалось добиться не столько за счет активной рекламной кампании, сколько благодаря цепной реакции положительных отзывов на спектакль. (…)
Таким образом, в случае с „Норд-Остом“ сработала социально-экономическая модель, ставшая классикой западного театрального менеджмента».

### Французские мюзиклы
На волне этого успеха в 2002 году были «импортированы» популярные иностранные мюзиклы, в частности — «Нотр-Дам де Пари». Адаптация французского мюзикла «Нотр-Дам де Пари» в 2002 году пользовалась крайним успехом, а его удачно переведенный хит «Belle» в исполнении В. Петкуна, А. Голубева и А. Макарского находился в постоянной ротации радиостанций. Тогда же выяснилось, что «французские» мюзиклы пользуются не меньшим успехом в России, чем американские. «Катерина Гечмен-Вальдек и Владимир Тартаковский следом сделают „Ромео и Джульетту“ и „Монте-Кристо“, придерживаясь проверенной стратегии: играть мюзикл не каждый день, как на Бродвее, но короткими блоками, как в опере».
Спектакль имел успех благодаря прилипчивым, печальным песням Риккардо Коччанте и Вячеславу Петкуну в роли Квазимодо. Ария «Belle» летом 2002-го неслась из всех киосков и несколько месяцев держалась на вершинах чартов (Краткая история мюзикла в России. Журнал «Афиша»).

### Бродвейские мюзиклы: «Чикаго» и «42-я улица»
Филипп Киркоров, которому также понравился жанр (он несколько раз выступил в «Метро»), принял участие в «Чикаго», поставленный по американской лицензии под присмотром американцев без изменений хореографии, костюмов и декораций, вместе с Анастасией Стоцкой, Лолитой Милявской и Ликой Руллой. «Амбициозный семейный проект Аллы Пугачёвой и Филиппа Киркорова, купивших франшизу на легендарный мюзикл Боба Фосса, вложивших в постановку около 2 млн долларов и рассчитывавших играть спектакль два года. Спектакль шел в Театре эстрады и, несмотря на то что Филипп Киркоров играл в нем главную роль, да и уровень постановки был более чем достойным, закрылся через год, став самым громким финансовым провалом в российском мюзикле. Чтобы рассчитаться с долгами, приме пришлось сдать в аренду личный особняк на Таганке, да и брак после провала дал трещину». Киркоров не откажется от мюзиклов и сыграет Принца в мюзикле «Красавица и Чудовище».
Провал «Чикаго», помимо общего коллапса жанра после трагедии «Норд-Оста», связывали с выходом фильма по тому же мюзиклу в тот же год, а также с тем, что «к нему были не готовы ни зрители, ни, в большинстве своем, постановщики и исполнители, за исключением некоторых». «Московская публика была явно не готова к восприятию такого пикантного материала: отсутствие декораций, вызывающая сексуальная эстетика кабаре, чулки в сеточку, криминальный сюжет и главное — отсутствие духовных ценностей. Всё это ставило в тупик зрителей, привыкших искать в театре разумного, доброго, вечного».
В том же году с Бродвея привезли мюзикл «42-я улица», ради которого привезли американскую труппу (он должен был стать началом крупного проекта «Бродвей в Москве»).

### Характеристика успеха
По мнению продюсера Бориса Краснова, успех жанра в тот момент был связан с «колоссальным упадком эстрады. Нет хороших мелодистов, не востребованы поэты, которые работают со смыслом. Можно сказать твердо: мюзикл как раз спровоцирует подъём эстрады. Людям нужна хорошая, добрая история с живой музыкой и профессиональным пением и танцами».
Похоже, мюзикл у нас становится главным сценическим жанром. Не проходит и недели, чтобы мы не услышали о новой премьере (2 октября 2002 года)
В статье 2002 года журнал «Ваш Досуг» пишет: «Мюзикл выгоден не только продюсерам, но и, как выясняется, московским властям. Столичные чиновники выполняют планы по „культурному обслуживанию“ (народ валом валит), что позволяет найти деньги на реконструкцию находящихся в бедственном положении театральных зданий. Именно поэтому постановка мюзикла всегда сочетается с реконструкцией. Приведен в порядок Центр на Дубровке (ДК завода „Подшипник“), где играют „Норд-Ост“, готовятся воссоздать заново „Московскую оперетту“, приводят в порядок Театр эстрады и Театр киноактера».
Одновременно шло развитие мюзиклов фэндома на основе фэнтези и фантастической литературы силами Рок-орден «Тампль» и других («Последнее испытание», «Финрод-зонг»), однако оно следовало не бродвейским традициям, а более в русле рок-опер.

### Трагедия
Однако в октябре 2002 года, спустя год после премьеры «Норд-Оста», состоялся Террористический акт на Дубровке, который надолго полностью подкосил отрасль. Особенно когда стало известно, что террористы выбирали между тремя точками, где шли «42-я улица», «Чикаго» и «Норд-Ост»: Московский дворец молодёжи, Театральный центр на Дубровке и Московский государственный театр эстрады. Погибло и много представителей отрасли мюзикла — команда «Норд-Оста» потеряла 17 человек, в том числе двух юных актеров труппы, игравших главных героев Саню Григорьева и Катю Татаринову в детстве, например, погиб автор русского перевода «Чикаго» Александр Карпов.
«Дело даже не в посещаемости — дело в том, что перестали покупать билеты», — сообщил продюсер мюзикла «42-я улица» Борис Краснов.

### Постановки
| оригинальные 2001 год - Норд-Ост — музыка и либретто Алексея Иващенко и Георгия Васильева (на сцене ТЦ на Дубровке) - Финрод-зонг — фэнтези-мюзикл 2003 год - Норд-Ост — возобновление (на сцене ТЦ на Дубровке) | иностранные 1999 год - Волосы (Театр Стаса Намина) - Метро (Московский театр оперетты) 2002 год - Нотр-Дам де Пари (Московский театр оперетты) - Чикаго (на сцене Московского театра эстрады) - 42-я улица (на сцене МДМ) - Дракула — российско-словацкий проект (на сцене БКЦЗ «Академический») |

## Спад и подъем
В 2003 году была предпринята новая попытка прививки жанра России — на сцене Московского дворца молодежи (МДМ) в режиме ежедневного показа был поставлен «12 стульев», который продержался 8 месяцев и был снят из-за убыточности. Тогда же Алексей Кортнев принимает участие в постановке «Иствикских ведьм» (выход которых планировался еще до трагедии «Норд-Оста»), позже продолжив работу в других мюзиклах.
Середина 2000-х годов характеризуется приходом на российский рынок международной компании Stage Entertainment («Стейдж Энтертейнмент»), которая специализируется на «дословном» воспроизводстве в России крупных успешных международных проектов. В 2005 году они поставили в Москве «Кошек» Эндрю Ллойда Уэббера, начав с него работу русского филиала. Компания переоборудует здание МДМ, с тех пор каждый мюзикл играется в нем ежедневно. Бюджеты спектаклей колеблются от 3-4 миллионов долларов.
Важной вехой стала постановка в 2006 году этой компанией Mamma Mia! на сцене МДМ —  шёл в режиме 8 раз в неделю два сезона. За 20 месяцев было сыграно более 700 спектаклей, которые посетили более 600 000 зрителей. Датой закрытия было намечено 30 апреля 2008 года, но по просьбам зрителей Mamma Mia показ был продлён до 25 мая 2008 года. Мюзикл стал на тот момент самым успешным за всю историю российского шоу-бизнеса, поставив рекорд по сборам и по популярности.

### Постановки
| оригинальные 2003 год - 12 стульев — музыка Игоря Зубкова, либретто Тигран Кеосаян и Александра Вулых (на сцене МДМ) - Владимирская площадь — музыка Александра Журбина, либретто Вячеслава Вербина (Театр им. Ленсовета) 2004 год - Ночь открытых дверей — музыка Евгения Кармазина, либретто Константина Рубинского (Свердловский театр музыкальной комедии) 2005 год - Маугли Владислава Сташинского (Московский театр оперетты) - Храни меня, любимая — музыка Александра Пантыкина, либретто Константина Рубинского (Свердловский театр музыкальной комедии) 2006 год - Буратино! — музыка Алексей Рыбникова, либретто Софьи Троицкой, стихи Юрия Энтина (Театр Алексея Рыбникова) - Viva парфюм! — музыка Алекса (Александр Мовшевич), либретто Марка Розовского (Театр «У Никитских ворот») | иностранные 2002 год - Привет, Долли! (Свердловский театр музыкальной комедии) 2003 год - Иствикские ведьмы (англ. The Witches of Eastwick (на сцене Московского театра киноактера) 2004 год - Ромео и Джульетта (Московский театр оперетты) - We Will Rock You (на сцене Московского театра эстрады) 2005 год - Кошки (мюзикл) (Стейдж Энтертейнмент на сцене МДМ) - Странная история доктора Джекила и мистера Хайда (Театр им. Моссовета) 2006 год - Mamma Mia! (Стейдж Энтертейнмент на сцене МДМ) |

## Современная ситуация
Постановки продюсерского центра «Триумф», Musical Trade и, в особенности российского отделения интернациональной компании «Стейдж Энтертейнмент», поставили во 2-й половине 2000-х — начале 2010-х годов производство мюзиклов практически на промышленный поток. В 2006 году была учреждена специальная премия для русских мюзиклов «Музыкальное сердце театра».
Крупным игроком на рынке стала Московская оперетта, использующая тактику долгого проката одного мюзикла местного производства.
В 2012 году Михаил Швыдкой открыл в Москве собственный Театр мюзикла, тогда же Stage Entertainment получила новую площадку, помимо МДМ, переоборудовав кинотеатр «Пушкинский». «У любителей мюзиклов уже появилась примета: если в Московском дворце молодежи (МДМ) реконструируют старый мюзикл, то в недрах бывшего кинотеатра „Пушкинский“ должна готовиться премьера».
Также в столице ставит Московский театр музыки и драмы Стаса Намина. Стас Намин считает, что антрепризные мюзиклы быстро сходят со сцены в России, потому что « их продюсеры пытаются подражать бродвейским шоу, а в России это себя не оправдывает. Мы в нашем театре культивируем стиль драматических мюзиклов: упор делается не на дорогие декорации и другие формальные внешние эффекты, а на игру актеров, вокал, режиссерский замысел. Мы ставим мюзиклы не водевильно-развлекательного типа, а стараемся вложить содержание, которое трогает зрителя».
В 2008 году на экраны вышел фильм «Стиляги» — пожалуй, первый российский фильм-мюзикл по американскому образцу. В 2009 году силами Театра оперетты был учрежден «профессиональный праздник» — «День мюзикла в России».
Также продолжают работать композиторы, начинавшие в советскую эпоху, многие из которых к этому времени имеют «собственные» театры. Известные советские музыкальные фильмы и мультфильмы переделываются в сценические версии. Возникает огромное количество «семейных» мюзиклов — музыкальных спектаклей, рассчитанных на детскую аудиторию. Кипит жизнь в крупных региональных центрах, в особенности, в Екатеринбурге.
каждый репертуарный театр считал своим долгом поставить, как минимум, два музыкальных спектакля. И назвать их мюзиклом.
Поводом оценить изменения в восприятии мюзикла стало возобновление «Чикаго» в 2013 после его провала в 2002: «изменился зритель — да и постановщики мюзиклов поднаторели». «За прошедшие годы мы повзрослели и стали циничнее, много чего насмотрелись, научились обходиться в театре без морали и обрели способность воспринимать горькую и злую иронию, заложенную в мюзикле Боба Фосси». «Рынок мюзиклов за прошедшие десять лет основательно вырос, и у этого жанра появилась своя публика, успевшая уже слегка пресытиться мейнстримными постановками».

### Постановки
| оригинальные 2007 год - www.силиконовая дура.net — музыка Александра Пантыкина, либретто Константина Рубинского (Свердловский театр музкомедии) - Дети Солнца — этно-мюзикл Владимира Подгорецкого (на сцене ДК им. Зуева) - Идут белые снеги... — музыка Глеба Мая, стихи Евгения Евтушенко (на сцене СК «Олимпийский») - Золушка — музыка Александра Семёнова, либретто и стихи Жанны Жердер (Московский театр оперетты) - Самолет Вани Чонкина — музыка Владимира Дашкевича, либретто Юлия Кима (Хабаровский музыкальный театр) 2008 год - Екатерина Великая— музыка Сергея Дрезнина (Свердловский театр музкомедии) - Монте-Кристо — музыка Романа Игнатьева, либретто Юлия Кима (Московский театр оперетты) - Пророк — музыка Ильи Олейникова, либретто Николая Дуксина (на сцене ГЦКЗ «Россия» в Лужниках) 2009 год - Бременские музыканты — музыка Геннадия Гладкова, либретто Юрия Энтина (Продюсерский центр «Триумф») - Доктор Живаго — музыка Александра Журбина - Звезда и смерть Хоакина Мурьеты — музыка Алексей Рыбникова, либретто Павла Грушко (Театр Алексея Рыбникова) - Карлсон, который живет на крыше — музыка Андрея Семёнова, либретто Жанны Жердер (на сцене Московского Театра эстрады) - Мастер и Маргарита — музыка Александра Градского, либретто Павла Грушко (аудиозапись) - Мастер и Маргарита Валентина Овсянникова (Продюсерский центр «Звёздная пристань» на сцене Московского детского театра эстрады) - Мёртвые души — музыка Александра Пантыкина, либретто Константина Рубинского (Свердловский театр музыкальной комедии) - Ночь перед Рождеством — мюзикл Андрея Зубрича и Бориса Лагоды (Театр оперетты Урала) 2010 год - Анна Каренина — музыка Марка Самойлова, либретто Геннадия Чихачёва, стихи Леонида Яковлева (Театр п/р Г. Чихачева) - Мата Хари: Любовь и шпионаж — музыка Максима Дунаевского, либретто Николая Денисова (на сцене Театриума на Серпуховке) - Мёртвые души — музыка Александра Журбина, либретто Ольги Ивановой и Александра Бутвиловского, стихи Сергея Плотова (Омский музыкальный театр) - Обыкновенное чудо — музыка Геннадия Гладкова, либретто Юлия Кима (на сцене ТЦ на Дубровке) - Ромео и Джульетта — музыка Владимира Калле, либретто Владимира Подгородинского (Санкт-Петербургский театр «Рок-опера») - Снежная королева — музыка Стаса Намина, либретто Наталии Макуни (Театр Стаса Намина) - Три мушкетёра— музыка Максима Дунаевского, либретто Марка Розовского, стихи Юрия Ряшенцева (Театр Стаса Намина) - Фанфан-тюльпан — музыка Андрея Семёнова, либретто и стихи Владислава Старчевского (Московский театр оперетты) - Цезарь и Клеопатра — музыка Александра Журбина, либретто Жанны Жердер (Московский театр оперетты) 2011 год - Леонардо — музыка Кима Брейтбурга, либретто Евгения Муравьева (Нижегородский театр «Комедiя») - Лукоморье — музыка Евгения Загота (Продюсерский центр «Триумф» на сцене ККЗ «Пушкинский») 2012 год - Времена не выбирают — музыка Юрия Потеенко, либретто Михаила Швыдкого и Алексея Кортнева (Театр мюзикла) - Граф Орлов — музыка Романа Игнатьева, либретто Юлия Кима (Московский театр оперетты) - Капитанская дочка — музыка Андрея Петрова и Ольги Петровой (Музыкальный театр «На Басманной») - Ледяное сердце — музыка Романа Игнатьева, либретто Алексея Шнейдермана (Musical Trade на сцене Театра киноактера) - Лёнька Пантелеев. Мюзикл — музыка Ивана Кушнира, либретто Константина Фёдорова (ТЮЗ им. А. А. Брянцева) - Маленький принц — музыка Стаса Намина, либретто Наталии Макуни (Театр Стаса Намина) - Остров сокровищ — музыка Алексея Миронова и Владислава Маленко, либретто Олега Добрована (Театральная компания «Айвенго») - Остров сокровищ — музыка Евгения Загота, Андрея Косинского и Леонида Головко, либретто Николая Голя (Продюсерский центр «Триумф») - Последнее испытание — музыка Антона Круглова, либретто Елены Ханпиры - Растратчики — музыка Максима Леонидова, либретто Александра Шаврина (Театр мюзикла) - TODD — музыка «Король и Шут», либретто Михаиля Бартенева и Андрея Усачева (на сцене Театра киноактера) - Я — Эдмон Дантес — музыка Лоры Квинт, либретто Николая Денисова и Егора Дружинина (на сцене Театриума на Серпуховке) 2013 год - Алые паруса. Композитор Максим Дунаевский («Русский мюзикл» — АНО «Музыкальное сердце театра» на сцене Театра мюзикла) - Белка и Стрелка — музыка Андрея Косинского, либретто Аркадия Гевондова (Продюсерский центр «Триумф») - Безумный день в замке Альмавивы, или Свадьба Фигаро (Театр Стаса Намина) - Казанова — музыка Кима Брейтбурга, либретто Евгения Муравьева (Красноярский музыкальный театр) - Музыка серебряных спиц — мюзикл по песням Бориса Гребенщикова и группы «Аквариум» (на сцене Санкт-Петербургского Мюзик-Холла) - Яма — музыка Сергея Дрезнина, либретто Михаил Бартенева (Свердловский театр музыкальной комедии) 2014 год - Всё о Золушке — музыка Раймонда Паулса и рок-группы СЛОТ, либретто Сергея Плотова (Театр мюзикла) - Джейн Эйр — музыка Кима Брейтбурга, либретто и стихи Карена Кавалеряна (Московский театр оперетты) - Территория страсти — музыка Глеба Матвейчука, либретто Карена Кавалеряна, стихи Валерия Ярёменко 2015 год - Баллада о маленьком сердце — музыка Алексея Миронова, либретто Дениса Руденко и Владислава Маленко (Театральная компания «Айвенго») - Белый. Петербург — музыка Георгия Фиртича, либретто Константина Рубинского. - Однажды в Одессе — музыка Вячеслава Сержанова, либретто Юлия Кима (на сцене Театра «Русская песня») 2016 год - Анна Каренина — музыка Романа Игнатьева, либретто Юлия Кима (Московский театр оперетты) - Преступление и наказание — музыка Эдуарда Артемьева, либретто Андрея Кончаловского и Юрия Ряшенцева (Театр мюзикла) 2017 год - Синяя синяя птица — музыка Сергея Боголюбского и Дарии Ставрович, стихи Сергея Плотова (Театр Наций) - Чайка — музыка Георгия Юна и Татьяны Солнышкиной, либретто Бориса Рывкина (Театр Луны) - Капитанская дочка — музыка Максима Дунаевского, либретто Марка Розовского (Театр "У Никитских ворот") - Спящая красавица — музыка Вадима Тура, стихи Василия Жуковского (Хабаровский краевой музыкальный театр) 2018 год - Собака на сене — музыка Александра Клевицкого, либретто Татьяны Константиновой (Московский театр оперетты) - Лабиринты сна — музыка Глеба Матвейчука, либретто Карена Кавалеряна - КарамазоВы — рок-опера Алексея Рагулина 2019 год - Доходное место — музыка Геннадия Гладкова, либретто и стихи Юлия Кима (Московский театр оперетты) - Ромео vs. Джульетта. XX лет спустя — музыка Аркадия Укупника, либретто и стихи Карена Кавалеряна (Московский театр оперетты) - Стиляги — музыка «Браво», «Кино», «Колибри», «Наутилус Помпилиус», «Чайф» и др., либретто Юрия Короткова (Театр Наций) - Фома — музыка Юрия Шевчука, либретто Константина Рубинского, постановка Филиппа Разенкова. 2020 год - Король Артур — музыка Гельсят Шайдуловой, либретто Жанны Жердер (Московский театр оперетты) - ПраймТайм — музыка Максима Лепажа, либретто Елены Киселевой, стихи Алексея Кортнева (Театр мюзикла) - День влюбленных («Бродвей Москва» на сцене МДМ) - Садко в подводном царстве — музыка Глеба Матвейчука, тексты арий Карена Кавалеряна, диалоги Николая Ермохина (ФЦ «Москва») 2021 год - Алиса в стране чудес — музыка Глеба Матвейчука, тексты арий Карена Кавалеряна (ФЦ «Москва») - Опасные связи — музыка Глеба Матвейчука, тексты арий Карена Кавалеряна, стихи Валерия Ярёменко (ФЦ «Москва») - Алконост: Легенда о любви — музыка Глеба Матвейчука, либретто Карена Кавалеряна (ФЦ «Москва») - Пушкин: Охотник за сказками — музыка Глеба Матвейчука, тесты арий Карена Кавалеряна (ФЦ «Москва») | иностранные 2008 год - Красавица и чудовище (Стейдж Энтертейнмент на сцене МДМ) 2009 год - Кабаре (Компания «Мюзикл Трейд» на сцене Театра киноактера) - Трехгрошовая опера (МХТ им. Чехова) - Продюсеры (Театр Et Cetera) - Хелло, Долли! (Московский театр оперетты) 2010 год - Портрет Дориана Грея (Театр Стаса Намина) - Zorro (Стейдж Энтертейнмент на сцене МДМ) 2011 год - Бал вампиров (Санкт-Петербургский театр музыкальной комедии) - Casting/Кастинг (Кордебалет) (Театр имени Моссовета) 2012 год - Звуки музыки (Стейдж Энтертейнмент на сцене МДМ). Впервые не франшиза, а российская версия бродвейского мюзикла - Mamma Mia! — возобновление (Стейдж Энтертейнмент на сцене МДМ) - Русалочка (Стейдж Энтертейнмент на сцене Театра «Россия») - Джипси (на сцене учебного театра ГИТИС) 2013 год - Аладдин (Санкт-Петербургский театр музыкальной комедии) - Пола Негри (на сцене ДК Ленсовета) - Пробуждение весны (Гоголь-центр) - Чаплин (Санкт-Петербургский театр музыкальной комедии) - Чикаго (Стейдж Энтертейнмент на сцене МДМ) 2014 год - Красавица и чудовище — возобновление (Стейдж Энтертейнмент на сцене Театра «Россия») - Призрак оперы (Стейдж Энтертейнмент на сцене МДМ) - Джекилл и Хайд (Санкт-Петербургский театр музыкальной комедии) 2015 год - Иосиф и его удивительный плащ снов (Петербургский театр «Карамболь») - Поющие под дождём (Стейдж Энтертейнмент на сцене Театра «Россия») 2016 год - Гордость и предубеждение (МХТ им. Чехова) - Золушка (Стейдж Энтертейнмент на сцене Театра «Россия») - История любви (на сцене Культурного центра ЗИЛ) - Поймай меня, если сможешь (на сцене Культурного центра «Москвич») 2017 год - Граф Монте-Кристо (Санкт-Петербургский театр музыкальной комедии) - Привидение (Стейдж Энтертейнмент на сцене МДМ) - Суини Тодд, маньяк-цирюльник с Флит-стрит (Театр на Таганке) 2018 год - Эвита (Свердловский театр музкомедии) 2019 год - Магазинчик ужасов (Продюсерский центр Николая Забелина, Москва) - Первое свидание («Бродвей Москва» на сцене МДМ) 2020 год - Шахматы («Бродвей Москва» на сцене МДМ) - Мисс Сайгон (Санкт-Петербургский театр музыкальной комедии (Музком)) - Кабаре (Новосибирский академический молодежный театр «Глобус») 2021 год - Онегин (Театр на Таганке) |

## Премии
- Золотая Маска в номинации «Лучший мюзикл/оперетта»
- Музыкальное сердце театра

## Композиторы
- Васильев, Георгий Леонардович
- Гладков, Геннадий Игоревич
- Градский, Александр Борисович
- Дашкевич, Владимир Сергеевич
- Дунаевский, Максим Исаакович
- Журбин, Александр Борисович
- Иващенко, Алексей Игоревич
- Колкер, Александр Наумович
- Матвейчук, Глеб Алимович
- Рыбников, Алексей Львович